# Апиксабан
Апиксабан — рецептурное лекарственное средство, антикоагулянт, прямой ингибитор фактора свёртываемости крови Ха, вводится перорально.
В 2017 году апиксабан был на 93 месте по частоте назначений среди лекарств в США.
Апиксабан используется для лечения и предотвращения образования тромбов и предотвращения инсульта у людей с неклапанной фибрилляцией предсердий
. В частности, он используется для предотвращения образования тромбов после замены тазобедренного или коленного сустава, а также у пациентов, у которых в анамнезе уже были сгустки. Апиксабан применяется вместо варфарина и не требует контроля с помощью анализов крови. По сравнению с варфарином, он меньше взаимодействует с другими лекарствами.
Общие побочные эффекты включают кровотечение и тошноту, может вызывать аллергические реакции. Не рекомендуется использовать во время беременности или кормления грудью. В Великобритании считается безопасным для людей с легкой степенью почечной недостаточности.
Апиксабан был разработан в 2007 году Bristol Myers Squibb и Pfizer и одобрен для медицинского применения в Европейском Союзе в мае 2011 под торговой маркой Eliquis, в США — в декабре 2012 года. В России разрешён к применению в 2012 году. В декабре 2019 года в США были одобрены дженерики апиксабана.

## Описание
Апиксабан — это высокоселективный обратимый прямой ингибитор фактора Ха, он взаимодействует как со свободным, так и со связанным в сгустке крови факторе Xa. Фактор Ха — последний фермент в каскаде свертывания, который отвечает за образование фибринового сгустка, благодаря ему протромбин превращается в тромбин. Апиксабан не оказывает прямого действия на агрегацию тромбоцитов, он, ингибируя фактор Ха, уменьшает синтез тромбина, тем самым уменьшает образование сгустков крови.
Апиксабан — рецептурный препарат (отпускается аптеками по рецепту).

## История
Апиксабан стал результатом совместной работы компаний Pfizer и Bristol Myers Squibb (BMS) над созданием нового лекарства класса антикоагулянтов — лекарством стала молекула с рабочим названием BMS-562247-01. Новый препарат оказался удобнее фондапаринукса (другого блокатора фактора свёртываемости крови X) благодаря оральной форме приёма. В сравнении с оральными антикоагулянтами (гепарином и варфарином) он также имеет преимущество — не требует постоянного мониторинга и не вызывает тромбоцитопению.
Апиксабан был одобрен для медицинского применения в Европейском Союзе в мае 2011 года.
После завершения клинического исследования ARISTOTLE в 2011 году компания Bristol-Myers Squibb (BMS) и Pfizer совместно подали новую заявку на одобрение апиксабана в Управление по контролю за продуктами и лекарствами США (FDA). Апиксабан был одобрен для профилактики инсульта у людей с фибрилляцией предсердий 28 декабря 2012 года. 13 марта 2014 года он был одобрен как дополнительное показание для профилактики тромбоза глубоких вен и тромбоэмболии легочной артерии у людей, недавно перенесших замену коленного или тазобедренного сустава. 21 августа 2014 года FDA одобрило апиксабан в качестве дополнительного показания для лечения рецидивирующего тромбоза глубоких вен и тромбоэмболии легочной артерии. К концу 2019 года продажи продукта BMS составили тридцать процентов их квартальной выручки. В декабре 2019 года FDA США одобрило дженерик, произведенный совместно Mylan и Micro Labs.

## Физические свойства
В нормальных условиях апиксабан находится в твёрдой фазе, плавится при 326,53 °C, кипит при 770,5 °C.
Растворимость в воде — 6,34 мг/л при 25 °C.

## Фармакологические свойства

### Механизм действия
Апиксабан — это высокоселективный, биодоступный при пероральном приеме обратимый прямой ингибитор свободного и связанного со сгустком фактора Ха. Фактор Ха катализирует превращение протромбина в тромбин, последний фермент в каскаде свертывания, который отвечает за образование фибринового сгустка. Апиксабан не оказывает прямого действия на агрегацию тромбоцитов, но, ингибируя фактор Ха, он косвенно снижает образование сгустков, вызванное тромбином.

## Эффективность и безопасность
На 2020 год апиксабан является наиболее безопасным и эффективным пероральным антикоагулянтом.
Для пациентов с неклапанной фибрилляцией предсердий он показал себя эффективнее и безопаснее варфарина (ниже риск инсульта и системной тромбоэмболии, ниже смертность, ниже риск кровотечений).
Ряд крупных клинических исследований, соответствующих стандартам доказательной медицины, а также анализ статистики применения препаратов на полумиллионе пациентов показали преимущества апиксабана перед варфарином, ривароксабаном и дабигатраном.

## Применение
Апиксабан показан при следующих заболеваниях:
- Для снижения риска инсульта и эмболии у людей с неклапанной фибрилляцией предсердий.
- Профилактика тромбоза глубоких вен (ТГВ). ТГВ могут привести к тромбоэмболии легочной артерии (ТЭЛА) у пациентов, перенесших операцию по замене тазобедренного или коленного сустава.
- Лечение как ТГВ, так и ЛЭ.
- Для снижения риска рецидива ТГВ и ТЭЛА после начальной терапии.

В ЕС апиксабан показан для профилактики венозных тромбоэмболических событий (ВТЭ) у взрослых, перенесших плановую операцию по замене тазобедренного или коленного сустава, для профилактики инсульта и системной эмболии у взрослых с неклапанной фибрилляцией предсердий (NVAF) одним или дополнительные факторы риска для лечения тромбоза глубоких вен (ТГВ) и тромбоэмболии легочной артерии (ТЭЛА) у взрослых, а также для профилактики рецидивов ТГВ и ТЭЛА у взрослых.

### Мерцательная аритмия
Апиксабан рекомендован Национальным институтом здравоохранения и клинической практики для профилактики инсульта и системной эмболии у людей с неклапанной фибрилляцией предсердий и, по крайней мере, с одним из следующих факторов риска: перенесенный инсульт или транзиторная ишемическая атака, возраст 75 лет и старше , сахарный диабет или симптоматическая сердечная недостаточность.
Апиксабан и другие антикоагулянты (дабигатран, эдоксабан и ривароксабан) оказались столь же эффективными, как и варфарин, для предотвращения негеморрагического инсульта у людей с фибрилляцией предсердий и связаны с более низким риском внутричерепного кровотечения.
Хотя апиксабан может применяться у людей с сильно сниженной функцией почек и находящихся на гемодиализе, он не изучался в этих группах. Можно использовать полную дозу апиксабана (5 мг [два раза в день]), если не применяются по крайней мере две из следующих характеристик: возраст пациента 80 лет и старше, масса тела 60 кг или меньше и креатинин сыворотки 1,5 мг / дл или выше. , в этом случае показано снижение дозы до 2,5 мг 2 раза в день.
Разница в эффектах пероральных антикоагулянтов, не являющиеся антагонистами витамина К (ПАНАВК) и варфарина у людей с мерцательной аритмией, которым выполнили стентирование сосудов сердца, может быть незначительной или вообще отсутствовать. Тем не менее, ПАНАВК, вероятно, уменьшают потребность в госпитализации по сравнению с варфарином.
ПАНАВК могут быть безопаснее варфарина. Один из препаратов ПАНАВК (дабигатран) может снизить частоту как больших, так и малых кровотечений. Другие препараты ПАНАВК (апиксабан и ривароксабан), вероятно, снижают частоту небольших кровотечений. Существенной разницы между препаратами ПАНАВК в каких‐либо первичных или вторичных исходах не было.
Качество доказательств варьировало от очень низкого до среднего, что указывает на необходимость дополнительных исследований по этому вопросу.
Новые прямые оральные антикоагулянты (ПОАК) (апиксабан, дабигатран, эдоксабан и ривароксабан) с такой же вероятностью, как и варфарин, предотвращают все инсульты и системные эмболические события без увеличения риска серьезных кровотечений у пациентов с фибрилляцией предсердия (ФП) с хронической почечной недостаточностью (ХБП). Эти результаты должны побудить врачей назначать ПОАК пациентам с ФП и ХБП. Кроме того, назначение ПОАК может улучшить качество жизни, потому что, в отличие от варфарина, они не требуют регулярного контроля или ограничений в отношении пищевых продуктов или других лекарств.
В целом, существует чистая клиническая польза от лечения ингибиторами фактора Ха у людей с фибрилляцией предсердий (ФП), поскольку лечение, по-видимому, связано с относительно небольшим сокращением числа инсультов и системных эмболических событий и более выраженным сокращением количество внутричерепных кровоизлияний, других серьезных кровотечений и смертей по сравнению с дозировкой варфарина.
Несмотря на очевидную общую чистую клиническую пользу, имеющиеся в настоящее время данные об эффективности и безопасности не обеспечивают достаточных доказательств для определения наиболее оптимального ингибитора фактора Ха, поскольку прямые исследования еще не проводились.
Необходимо соблюдать осторожность при вынесении каких-либо твердых выводов относительно чистой клинической пользы для людей с «очень низким риском» тромбоэмболических событий (то есть С низкими показателями CHA2DS2-VASc), людей с тяжелой почечной недостаточностью или людей, находящихся на гемодиализе, поскольку эти группы населения обычно были не вошли в исследования, проанализированные в данном обзоре.

## Побочные эффекты

### Кровотечение
Апиксабан может увеличить риск кровотечения, которое может быть серьезным и потенциально смертельным. Одновременный прием с другими лекарствами, влияющими на свертываемость крови, может еще больше увеличить этот риск. Сюда входят лекарства, такие как другие антикоагулянты, гепарин, аспирин, антитромбоцитарные препараты, селективные ингибиторы обратного захвата серотонина, ингибиторы обратного захвата серотонина и норэпинефрина и нестероидные противовоспалительные препараты (НПВП).
Andexanet alfa — это одобренный Управлением по контролю за продуктами и лекарствами (FDA) антидот для апиксабана у людей с неконтролируемыми и опасными для жизни кровотечениями.

### Пункция позвоночника
После спинальной анестезии или пункции люди, получающие антитромботические препараты, подвергаются более высокому риску развития гематомы, которая может вызвать длительный или постоянный паралич. Риск этого может быть увеличен при использовании эпидуральных или интратекальных катетеров после хирургической операции или при одновременном применении лекарственных средств, влияющих на гемостаз.

## Документы
- Регистрационное удостоверение ЛП-001475 : Эликвис® // Государственный реестр лекарственных средств. — Минздрав РФ, 2012. — 3 февраля.
- Осипова, С. А. Инструкция по медицинскому применению лекарственного препарата Эликвис (Elicquis®) : ЛП-001475-201118 / ООО «Пфайзер Инновации». — Министерство здравоохранения Российской Федерации, 2018. — 20 ноября. — 30 с.